# فنل هورن
فنل هورن (به لاتین: Fanellhorn) یک کوه در سوئیس است که در کانتون گراوبوندن واقع شده‌است. فنل هورن ۳٬۱۲۴ متر بالاتر از سطح دریا واقع شده‌است.